# Уцуги, Руми
Руми Уцуги (яп. 宇津木 瑠美 Уцуги Руми, род. 5 декабря 1988, Кавасаки, Канагава) — японская футболистка, полузащитник клуба «Ниппон ТВ Токио Верди Белеза». Чемпионка мира 2011 года.

## Карьера

### Клубы
Профессиональную карьеру начала в 2004 году в составе клуба «НТВ Белеза», с которым она пять раз выиграла чемпионат Японии.
В 2010 году перешла во французский «Монпелье», став первой японской футболисткой во французской лиге. В составе команды провела более 100 матчей во всех турнирах.
С 2016 года выступает в NWSL за «Сиэтл Рейн».

### Сборная
В составе сборной Японии выступала на трёх чемпионатах мира — 2007, 2011 и 2015 годов. По итогам чемпионата мира 2015 года вошла в символическую сборную турнира.

## Достижения

### Клуб
НТВ Белеза:
- Чемпионка Японии: 2005, 2006, 2007, 2008, 2010
- Обладательница Кубка Японии: 2005, 2006, 2008, 2009
- Обладательница Кубка Л.Лиги: 2007, 2010

### Сборная
Япония:
- Чемпионка мира: 2011
- Серебряный призёр чемпионата мира: 2015